# Ulica Gościnna w Częstochowie
Ulica Gościnna – jedna z ulic południowo-zachodniej Częstochowy, położona na Dźbowie. Rozciąga się pomiędzy ul. Leśną i granicą miasta z gminą Konopiska, w całości stanowi część drogi wojewódzkiej nr 908, kursują nią autobusy MPK linii 30.